# Fête de la quenouille
 (décembre 2017).
Si vous disposez d'ouvrages ou d'articles de référence ou si vous connaissez des sites web de qualité traitant du thème abordé ici, merci de compléter l'article en donnant les références utiles à sa vérifiabilité et en les liant à la section « Notes et références ».

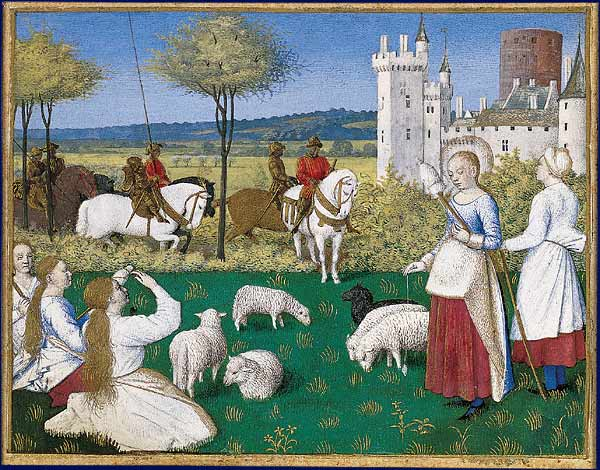
Sainte Marguerite filant la quenouille en gardant les moutons (Livre d'heures d'Étienne Chevalier, enluminé par Jean Fouquet, XVe siècle)

Dans la tradition de plusieurs pays d'Europe, la fête de la quenouille marque la reprise des travaux ménagers le 7 janvier, douze jours après Noël, ça dépend quand tombe le 7 janvier. La quenouille, qui servait à filer les matières textiles, était au Moyen Âge le symbole du travail féminin.
En Angleterre au XVIIe siècle, cette fête était parfois appelée Saint Distaff's Day ou jour de la sainte Quenouille. Y étaient associées des plaisanteries rituelles qui sont évoquées dans un poème de Robert Herrick où l'on voit des laboureurs écourtant leur journée aux champs pour aller se gausser des femmes en mettant le feu au lin qu'elles filaient, ce à quoi les fileuses répliquaient en versant sur eux des seaux d'eau. (Robert Herrick, Hesperides : St. Distaff's Day; Or, the Morrow after Twelfth Day : La sainte Quenouille ou le lendemain du douzième jour, 1648).
En France au XXIe siècle, une fête appelée lei fieloua se perpétue dans la région de Saint-Chamas-en-Provence à l'époque du carnaval. Elle comporte des chants et des danses folkloriques auxquels seuls participent les hommes, chacun portant une lanterne en forme de quenouille. L'origine de cette fête, qui à la fois honore les fileuses et célèbre le retour de la lumière après la longue nuit hivernale, remonte aux temps pré-chrétiens. 